# Нобелов комитет
Нобелов комитет је радно тело одговорно за већину послова који се односе на избор добитника Нобелове награде. Постоји пет Нобелових комитета — по један за сваку Нобелову награду.
Четири комитета (одговорни за награде из физике, хемије, физиологије или медицине и књижевности ) су радна тела која делују у оквиру институција које су одговорне за доделу награда — Краљевске шведске академије наука (физика и хемија), Института Каролинска (физиологија или медицина) и Шведске академије (књижевност). Ова четири Комитета само предлажу лауреате. Коначна одлука доноси се на скупштинама надлежних институција: на скупштини Краљевске шведске академије наука о добитницима награде за физику и хемију, на скупштини Шведске академије о добитнику награде за књижевност, као и на Нобеловој скупштини на Каролинском институту о добитнику награде за физиологију или медицину.
Пети Нобелов комитет је Норвешки Нобелов комитет, одговоран за Нобелову награду за мир, који има другачији статус јер је и радно тело и тело које одлучује о награди коју додељује.